# Langona hongkong
Langona hongkong is een spinnensoort in de taxonomische indeling van de springspinnen (Salticidae).
Het dier behoort tot het geslacht Langona. De wetenschappelijke naam van de soort werd voor het eerst geldig gepubliceerd in 1997 door Da-xiang Song et al..